# Лютцельбах
Лютцельбах (нем. Lützelbach) — община в Германии, в земле Гессен. Подчиняется административному округу Дармштадт. Входит в состав района Оденвальд.  Население составляет 6980 человек (на 31 декабря 2010 года). Занимает площадь 35,46 км².